# الشويخ الصناعية
الشويخ الصناعية، منطقة من مناطق محافظة العاصمة في الكويت. سميت بهذا الاسم نسبة إلى الشويخ. يوجد بها عدد من المصانع والمخازن.